# Graptemys nigrinoda
Graptemys nigrinoda је гмизавац из реда корњача и фамилије Emydidae.

## Угроженост
Ова врста је на нижем степену опасности од изумирања, и сматра се скоро угроженим таксоном.

## Распрострањење
Ареал врсте је ограничен на једну државу. 
Сједињене Америчке Државе су једино познато природно станиште врсте.

## Станиште
Станишта врсте су речни екосистеми и слатководна подручја.

## Начин живота
Врста Graptemys nigrinoda прави гнезда.